# Поход против Поликрата
Поход против Поликрата, также известный как Самосская экспедиция — поход Спарты при участии Коринфа и изгнанных самосцев против тирана острова Самос Поликрата, предпринятая в 525 или 524 году до н. э. Основным источником сведений об этом событии является «История» Геродота. Плутарх в сочинении «О злокозненности Геродота» обвиняет Геродота в очернении репутации спартанцев и коринфян в рассказе о походе.
Поликрат отправил к персидскому царю Камбису II в Египет сорок триер самосцев, которых подозревал в восстании. Они вернулись на остров и победили тирана в морском сражении, но проиграли в сухопутном. Изгнанники отправились в Спарту за помощью, которую архонты согласились оказать после двух визитов. К походу добровольно присоединился Коринф: поколением ранее тиран города Периандр отправил 300 детей из непокорной Керкиры для кастрации и служения евнухами лидийскому царю Алиатту II, но самосцы спасли их во время остановки на острове.
По Геродоту, изгнанные самосцы считали, что спартанцы решили помочь им за то, что ранее жители острова посодействовали им в борьбе с мессенцами; спартанцы же отрицали эту версию, заявляя, что поход был предпринят, так как самосцы ранее похитили их чашу для лидийского царя Крёза и панцирь от фараона Амасиса II. Плутарх считает, что спартанцы хотели освободить жителей острова от тирана. Современные исследователи склоняются к мнению, что на инициацию похода повлиял Коринф.
По мнению историка Пола Картледжа, во время похода спартанцы свергли тирана Наксоса Лигдамида. Прибыв на Самос, лакедемоняне начали осаду главного города. Из всех воинов внутрь стен смогли пробраться только Архий и Ликоп, которые вскоре погибли. После безуспешной сорокадневной осады спартанцы ушли. Согласно Геродоту, Поликрат подкупил их позолоченными свинцовыми монетами.
После ухода спартанцев из Самоса изгнанные самосцы отправились на Сифнос, где попросили дать в долг. Им отказали, вследствие чего они взяли в плен местных жителей, получив деньги за их выкуп. Затем самосцы купили Идру и основали Кидонию на Крите. На шестой год жизни там они потерпели поражение в морском сражении эгинцам и критянам и были проданы в рабство. В Самосе был поставлен памятник в честь похороненного там же спартанца Архия, сражавшегося во время осады города.

## Предыстория

### Изгнанные самосцы
Тиран Самоса Поликрат отправил к персидскому царю Камбису II посла с просьбой, чтобы он послал вестников на остров, запросив войска для своего похода на Египет. Камбис II согласился и отправил послов на Самос, потребовав военные корабли. Поликрат собрал сорок триер тех граждан, которых подозревал в восстании, и отправил к царю. Согласно Геродоту, по одним сведениям, эти самосцы доплыли до острова Карпатос и, посовещавшись, решили дальше не плыть, по другим, они доплыли до Египта, но сбежали, хотя были под стражей.
Самосцы вернулись на остров и разгромили флот Поликрата, после чего произошло сухопутное сражение. У Поликрата было много лучников и иностранных наёмников. Чтобы воины не предали его, тиран запер их жён и детей в корабельных доках и при измене намеревался сжечь. Прибывшие на остров самосцы проиграли в сражении и отправились в Спарту. Согласно Геродоту, по некоторым рассказам, они победили Поликрата, но он считает это неверным.
Изгнанные самосцы прибыли в Спарту и обратились с речью к архонтам, прося о помощи. Архонты же сказали, что забыли её начало и не поняли конца. Во второй раз самосцы были без речи, но с сумой, сказав: «Сума просит хлеба». Архонты посчитали это излишним, но согласились помочь. Картледж и эпиграфист Лилиан Джеффри предполагают, что Геродот под «архонтами» имел в виду герусию, эфоров и двух царей, Анаксандрида II и Аристона. По их мнению, возможно, между двумя визитами самосцев вопрос о походе был вынесен на апеллу, на решение которой повлияли коринфяне.

### Участие Коринфа
Коринфяне добровольно приняли участие в походе. По словам Геродота, одним поколением ранее, когда была украдена спартанская чаша для лидийского царя Крёза, коринфский тиран Периандр отправил к лидийскому царю Алиатту II в Сарды 300 детей знати с непокорного острова Керкира для кастрации и последующего служения евнухами. Во время остановки на Самосе жители острова узнали, какая судьба ожидает этих детей, то спрятали их в святилище Артемиды. Когда коринфяне попытались их забрать, то самосцы не позволили им этого сделать, так как дети теперь уже считались «умоляющими о защите». Коринфяне не давали детям есть, поэтому каждую ночь самосцы устраивали празднества, на которых они могли поесть лепёшек с кунжутом и мёдом. По словам Геродота, всё это продолжалось до тех пор, пока коринфяне не уплыли, оставив детей. Плутарх в «О злокозненности Геродота», ссылаясь на «Историю Крита» Антенора и «Основания городов» Дионисия Халкидского, утверждает, что прибывшие книдяне выгнали стражу с острова и забрали детей. Так и не примирившись с керкирянами после этого, коринфяне решили принять участие в походе.
Плутарх, основываясь на своём экземпляре труда Геродота, упоминает, что история с детьми произошла тремя поколениями ранее похищения чаши. По мнению советского историка Василия Струве, Геродот считал возможным синхронизм Крёза и Периандра и в оригинале также упоминалось три поколения, чего не может быть, так как правители находились у власти в разное время, поэтому один из многих историков после Плутарха заменил их на одно.

## Причины
Согласно Геродоту, по версии самосцев, спартанцы согласились им помочь, так как ранее жители острова посодействовали им в борьбе с мессенцами; по версии спартанцев, они решились на поход против тирана не по просьбе самосцев, а из-за похищения жителями острова их чаши для царя Крёза и панциря от фараона Амасиса II, украденного годом раннее чаши. Плутарх считает, что спартанцы хотели освободить самосцев от тирана.
По мнению Печатновой, причинами похода были идеологические взгляды Спарты, направленные против тирании, и давление Коринфа, который был самым влиятельным членом Пелопоннесского союза после самой Спарты. Поликрат затрагивал торговые интересы Коринфа: его пиратский флот разорял всех в Эгейском море. Также городу не нравились дружеские отношения между непокорной Керкирой и Самосом. Печатнова считает, что Спарта не была пассивным объектом в инициации похода: она желала приобрести новых союзников и сделать из Самоса агента влияния на Востоке. Английский историк Джордж Бирдо Гранди считал, что инициатором похода был Коринф. По мнению Джеффри, Коринф согласился принять участие в походе, так как с VIII века до н. э. имел ксении с изгнанными самосцами. Джеффри и Картледж отметили, что месть за похищение чаши и панциря была моральной обязанностью, так как в качестве дипломатических подарков они несли «сентиментальную» ценность.

## Ход кампании
Поход был проведён в 525 или 524 году до н. э. По мнению Картледжа, он мог иметь долгосрочные антиперсидские цели.

### Свержение Лигдамида
По сообщению Плутарха, однажды послы Спарты прибыли к тирану Наксоса (острова, расположенного на половине пути до Самоса) Лигдамиду, но он много раз переносил встречу. Послы заявили, что он чувствует слабость, и сказали: «Передай ему, во имя богов, что мы пришли не бороться с ним, а разговаривать». По мнению Картледжа, Спарта свергла Лигдамида во время похода. Печатнова считает, что этим спартанцы хотели снова публично показать свою ненависть к тиранам.

### Осада Самоса
Картледж отметил, что в это время спартанцы или, по крайней мере, периэки обладали мореходным мастерством. По его мнению, поход против Поликрата предполагал военное сотрудничество между ними, так как военно-морские пункты находились на периэкской территории. Картледж предположил, что флот отплыл от мыса Тенарон.
Спартанцы с войском прибыли на остров и начали осаду города Самос. Картледж и Джеффри считают, что, возможно, бо́льшую часть войска предоставил Коринф. Спартанцы почти взобрались на башню стены, стоявшей в предместье, но прибывший с войском Поликрат отбросил их назад. С башни на гребне горы наёмники и отряд самосцев напали на лакедемонян, но после короткого сражения обратились в бегство. Спартанцы догоняли их и убивали. Только два спартанца, Архий и Ликоп, смогли вслед за бежавшими пробраться в город, после чего ворота закрылись и воины погибли. По словам Геродота, если бы все спартанцы сражались как они, то Самос был бы взят.
После безуспешной сорокадневной осады города, спартанцы ушли. Согласно Геродоту, существовал рассказ о том, что Поликрат подкупил их позолоченными свинцовыми монетами. Картледж, основываясь на бронзовых фигурках гоплитов-пехотинцев третьей четверти VI века до н. э. и на том, что Спарта в 480 году до н. э. предоставила в состав греческого флота при Артемисии лишь десять кораблей, заключил, что поход против Поликрата был только начинанием морской карьеры Спарты. Возможно, из-за того, что он был дорогостоящий и безуспешный, Спарта не смогла стать доминирующим государством на море.

## Последствия
Геродот общался с одноимённым внуком Архия, спартанца, сражавшегося во время осады Самоса. По его словам, самосцы похоронили его деда и за свой счёт поставили ему памятник. По мнению Джеффри и Картледжа, вероятно, Архий был проксеном от Самоса в Спарте, вследствие чего на родине ему предоставили почести, в то время как его товарищ Ликоп был обделён в них.
После ухода спартанцев с острова изгнанные самосцы прибыли на разбогатевший в то время остров Сифнос и попросили в долг десять талантов. После отказа они начали опустошать поля на острове. Прибывшие сифнийцы проиграли битву, и остальным жителям острова пришлось заплатить за их выкуп сто талантов. За эти деньги самосцы купили остров Идра у гермионян. Затем они отправились на Крит, чтобы изгнать оттуда закинфян. Там же они основали Кидонию, где за пять лет жизни построили святилища (Геродот назвал одним из них храм Диктинны). На шестой год самосцы проиграли в морском сражении эгинцам и критянам и были проданы в рабство.

## Плутарх
В своём сочинении «О злокозненности Геродота» Плутарх затрагивает рассказ о походе против Поликрата. Он считает, что «по Геродоту всё поведение спартанцев было пределом низости и глупости», так как тот назвал причинами кампании похищенную чашу и панцирь. Он говорит, что Коринф Геродот «облил самой отвратительной и грязной клеветой», так как назвал ненависть горожан к Керкире поводом для участия в походе: «он хочет убедить читателя, что коринфская община ещё гнуснее коринфского тирана». По его мнению, если у коринфян и была обида на самосцев, то они бы не дали Спарте организовать кампанию, чтобы жители острова остались рабами Поликрата. Плутарх считает, что горожане должны были быть озлоблены на книдян, спасших детей на Самосе.

### Античные источники
- Геродот. История в девяти книгах / Перевод и примечания Г. А. Стратановского, под общей редакцией С. Л. Утченко. Редактор перевода Н. А. Мещерский. — Ленинград: Наука, 1972.
- Плутарх. Застольные беседы / Изд. подгот. Боровский Я. М., Ботвинник М. Н., Брагинская Н. В., Гаспаров М. Л., Ковалева П. И., Левинская О. Л. — Л.: Наука, 1990. — ISBN 5-02-027967-6.
- Плутарх. О злокозненности Геродота // Геродот / Перевод Лурье С. Я.. — М.—Л.: Издательство Академии наук СССР, 1947.

### Современные источники

#### На русском языке
- Джеффри Л. Г. Греция перед персидским вторжением // Кембриджская история Древнего мира  / Под ред. Дж. Бордмэна, Н.-Дж.-Л. Хэммонда, Д.-М. Льюиса, М. Оствальда. Пер. с англ., подготовка текста, заметка и примечания А. В. Зайкова. — Москва: Ладомир, 2011. — Т. IV. Персия, Греция и западное Средиземноморье. Около 525—479 гг. до н. э.. — ISBN 978-5-86218-496-9.
- Печатнова Л. Г. История Спарты (период архаики и классики). — СПб.: Гуманитарная Академия, 2001. — 510 с. — ISBN 5-93762-008-9.
- Струве В. В. Хронология VI в. до н. э. в труде Геродота // Вестник древней истории. — 1952. — Вып. 39, № 1. — С. 60—78.

#### На других языках
- Cartledge P. Sparta and Lakonia: A Regional History 1300—362 BC (англ.). — second edition. — London and New York, 2002. — ISBN 0-203-47223-3.
- Cartledge P., Jeffery L. H. Sparta and Samos: A Special Relationship? (англ.) // The Classical Quarterly. — 1982. — Vol. 32, no. 2. — P. 243—265. — JSTOR 638563.
- Grundy G. B.[англ.]. Thucydides and the History of His Age (англ.). — Oxford, 1911.